# Graciliraptor lujiatunensis
Graciliraptor è un genere estinto di dinosauro carnivoro teropode, vissuto nel cretaceo inferiore, in un'area corrispondente approssimativamente all'odierna Cina. È conosciuto per resti piuttosto frammentari. È stato descritto dai paleontologi Xu Xang e Wang Xiaolin nel 2004.

## Caratteristiche
Lo scheletro di questo piccolo dinosauro,  dotato di lunghe vertebre caudali molto lunghe, somiglia molto a quello degli uccelli. Alcune sue caratteristiche lo avvicinano ai piccoli e agili teropodi dromeosauridi, i cui più famosi rappresentati sono il velociraptor e il deinonychus; altre invece lo avvicinano ai troodonti. La scoperta di questo animale preistorico rivelò che i dromeosauridi, nel corso del Cretaceo inferiore, cambiarono le loro caratteristiche, differenziandosi sempre di più.

## Luogo dei ritrovamenti
I fossili del graciliraptor sono stati trovati in Cina, nella provincia del Liaoning, precisamente nella Yixian Formation.